# 제24회 부천국제애니메이션페스티벌
제24회 부천국제애니메이션페스티벌은 2022년 10월 21일에 열린 시상식이다.

## 수상 및 후보

### 본상-대상 (장편)
- 개와 이탈리아 사람은 출입할 수 없음 - 알랭 우게토 수상

### 본상-대상 (단편)
- 야생의 무도회 - 엘리자베스 홉스 수상

### 본상-심사위원상 (장편)
- 북쪽 나라에서 - 야마무라 코지 수상

### 본상-심사위원상 (단편)
- 스케일 - 조셉 피어스 수상

### 본상-심사위원상 (학생)
- 각질 - 문수진 수상

### 본상-심사위원상 (TV&커미션드)
- 퍼니 버드 - 찰리 블랑 수상

### 본상-심사위원상 (국제VR)
- 메인 스퀘어 - 페드로 하레스 수상

### 본상-심사위원상 (한국단편)
- 존재의 집 - 정유미 수상

### 본상-우수상 (장편)
- 나의 결혼 이야기 - 시그네 바우만 수상
- 반딧불이의 숲 - 알레 아브레우 수상

### 본상-우수상 (단편)
- 그와 그 남자의 사정 - 톰 CJ 브라운 수상
- 유령의 바다 - 플로렌티나 곤잘레즈 수상
- 두 자매 - 안나 부다노바 수상

### 본상-우수상 (한국 단편)
- 나는 말이다 - 임채린 수상

### 본상-관객상 (장편)
- 꼬마 니콜라 - 벤자민 마소브레 수상

### 본상-관객상 (단편)
- 달려라, 토티 - 쉐드 브래드버리 수상

### 본상-애니비초이스상 (단편)
- 도그 아파트 - 프리트 텐더 수상

### 특별상- 한국애니메이션학회장상
- 여름을 향한 터널, 이별의 출구 - 타구치 토모히사 수상

### 특별상-cocone M상
- 마음의 심장 - 사라 세이단 수상

### 특별상-DHL DIVERSITY상
- 나욜라 - 호세 미구엘 리베이로 수상

### 특별상-한국애니메이션산업협회장상
- 반딧불이의 숲 - 알레 아브레우 수상

### 특별상-코코믹스 음악상
- 나욜라 - 호세 미구엘 리베이로 수상

### 특별상-EBS
- 카나리아 - 피에르 위그 달레르 외 1명 수상

### 한국단편경쟁부문
- 버킷 - 김보영
- 브리즈 - 저스틴 서
- 도나 표류기 - 정휘빈
- 나비잠 - 이정서 외 2명
- 존재의 집 - 정유미
- 나는 말이다 - 임채린
- 메타모더니티 - 에릭오
- 나의 귀여운 테디 - 김다미
- 겹쳐진 세계 - 옥세영
- 페이퍼 키드 - 정재희
- 바람의 모양 - 이성강

### 단편경쟁부문
- 소녀, 소년 그리고 로봇 - 와타나베 신이치로
- 버킷 - 김보영
- 카나리아 - 피에르 위그 달레르 외 1명
- 인터미션 - 레카 부시
- 달려라, 토티 - 쉐드 브래드버리
- 수지의 정원 - 루시 순코바
- 소시지 런 - 토마스 스텔마흐
- 도그 아파트 - 프리트 텐더
- 유령의 바다 - 플로렌티나 곤잘레즈
- 마음의 심장 - 사라 세이단
- 존재의 집 - 정유미
- 뉴 문 - 제프 르 바르스 외 2명
- 피나 - 제레미 드푸이트 외 1명
- 나비 그림자 - 소피아 엘 캬리
- 지금은 알 수 없어요 - 올가 클리즈위츠
- 루스와 거인 - 브릿 라에즈
- 차가운 여름 - 스테파니 클레먼트
- 바람의 모양 - 이성강
- 슬로우 라이트 - 카타지나 키예크 외 1명
- 스프링 롤 드림 - 마이 뷔
- 단란한 가족 - 다니엘 바라니
- 신비한 섬 - 유유
- 두 자매 - 안나 부다노바
- 아목 - 벌라즈 투라이
- 드론 - 션 버클류
- 식사의 취향 - 시에 청린
- 화이트 호스 - 이바나 보스냑 볼다 외 1명
- 스케일 - 조셉 피어스
- 시니어 3000 - 줄리앙 데이비드
- 살갗 - 요아힘 헤리스
- 추억의 레코드 - 조나단 라스카
- 그와 그 남자의 사정 - 톰 CJ 브라운
- 히스테리시스 - 로버트 사이덜
- 헬레네를 찾아서 - 에스더 바이탈
- 야생의 무도회 - 엘리자베스 홉스
- 가비지맨 - 로라 곤칼브즈
- 마주친 호랑이 - 지에 센
- 유고 - 카를로스 알베르토 고메즈 살라만차

### 학생경쟁부문
- 애프터 레인 - 왕 위예주
- 그녀가 떠날 때 - 유신 양
- 버드송 - 청 미셸
- 코딱지 요정 - 이케다 카노
- 디폼 - 첸 푸이 치
- 해브 어 굿나잇 - 장 셩루어
- 라이카 앤 니모 - 장 가드만 외 1명
- 각질 - 문수진
- 레드 자이언트 - 앤 베르뷔르
- 루트 - 마달레나 브로찌 외 2명
- 방문 - 김희지
- 그들이 남긴 것 - 구 비키 싱유

### TV&커미션드경쟁부문
- 우당탕 마을: 여름휴가 - 뱅상 파타르 외 1명
- 어둡게 검게 - 하나부시
- 데지 미츠 걸 - 타자와 우시오
- 퍼니 버드 - 찰리 블랑
- 떠나든가 - 길선아
- 루나 러브 앤 에버 - 가브리엘 가브리엘 가블
- 로보99 - 김성철
- 더 스마일 - 씬 씽 - 크리스토발 레온 외 1명

### VR경쟁부문
- 중독자들 - 멍타이 장 외 1명
- 메인 스퀘어 - 페드로 하레스
- 미드나잇 스토리 - 안토닌 니클라스
- 소녀 니이사 - 줄리 카발리에르
- 너의 세계 - 유 사쿠도

### 애니 투게더
- Super Jojo
- Shimajiro
- Babybus

### 스페셜 스크리닝
- 소녀☆가극 레뷰 스타라이트 론도 론도 론도 - 후루카와 토모히로
- 극장판 소녀☆가극 레뷰 스타라이트 - 후루카와 토모히로
- 이 세상의 한구석에 - 카타부치 스나오
- 남매의 경계선 - 플로랑스 미알레

### 국제경쟁
- 개와 이탈리아 사람은 출입할 수 없음 - 알랭 우게토
- 사슴의 왕 - 안도 마사시 외 1명
- 나의 결혼 이야기 - 시그네 바우만
- 반딧불이의 숲 - 알레 아브레우
- 나욜라 - 호세 미구엘 리베이로
- 북쪽 나라에서 - 야마무라 코지
- 엄마의 땅 - 박재범
- 퀀텀 카우보이 - 제프 마슬렛
- 은빛 새와 무지개 물고기 - 레이 레이
- 여름을 향한 터널, 이별의 출구 - 타구치 토모히사
- 꼬마 니콜라 - 벤자민 마소브레
- 유니콘 전쟁 - 알베르토 바즈케스

### 토에이 애니메이션의 세계
- 원피스 극장판 6기 - 오마츠리 남작과 비밀의 섬 - 호소다 마모루
- 허긋토! 프리큐어 두 사람은 프리큐어 올스타즈 메모리즈 - 미야모토 히로시
- 디지몬 어드벤처 : 우리들의 워 게임! - 호소다 마모루
- 장화신은 고양이 - 야부키 키미오
- 꼬마 마법사 레미 : 견습 마법사를 찾아서 - 사토 준이치

### 더 차이니즈 이어
- 나타지마동강세 - 교자
- 체리레인 No.7 - 양범
- 백사 : 인연의 시작 - 황가강 외 1명
- 은빛 새와 무지개 물고기 - 레이 레이
- 스파키 - 량 디안
- 스웨터 - 질라이 펭
- 타임! 타임! 타임! - 하오민 펭
- 집 앞 큰 나무 - 이난 리우
- 사과의 반쪽 - 샤오린 저우
- 스플래쉬 - 지에 센
- 커핀 - 황 후지 5명
- 모티프 - 루오 시지아
- 스테취 게임 - 홍 시아오
- 악어 연못 - 옌루스 왕
- 페이션트 마인드 - 왕 지헝
- 파란 고양이는 모두 같은 색 - 슈 웽제